# Caerbannog gyilkos nyula
Caerbannog gyilkos nyula (angolul: Killer Rabbit of Caerbannog) a Monty Python brit humoristacsoport által kitalált karakter a Gyalog galopp című filmben.

## Harc a szörnyeteggel
Artúr király és lovagjai a Caerbannog-barlangnál találkoznak a nyúllal. A barlang Aaaaarrrrrrggghhh Legendás Fekete Szörnyének otthona. A lovagokat Tim, a varázsló vezeti a barlanghoz, és figyelmezteti őket, hogy a nyílást egy másik szörnyeteg védi, „oly teremtmény, oly vérengző, oly gonosz, hogy aki kiállt ellene, mind holtan maradt ott. Ötven férfi komplett csontváza hever szerteszét az odújában. (...) Halál vár ott rátok nagy, görbe, randa fogakkal.”
Amikor Artúrék megérkeznek a barlang csontokkal és koponyákkal borított előterébe, megjelenik a fehér nyúl. A lovagok félreértik a varázsló figyelmeztetését, amikor rámutat a szörnyre, és elhangzik a popkultúrában ikonikus párbeszéd Artúr és Tim között arról, hogy hol van a vérengző fenevad: „A nyúlon túl?”, kérdezi a király, „Nem, a nyúl az!”, válaszolja a varázsló. A lovagok ezt megkönnyebbülve veszik tudomásul, és kinevetik Timet. „Ez nem közönséges nyúl, ennél aljasabb, gonoszabb, rosszindulatúbb rágcsálót még nem láttál. (...) Vigyázz, csak vigyázz, ez a nyúl halált lövell ki magából, akár egymérföldnyire is.”
Artúr utasítja Borst, hogy ölje meg az állatot, de az letépi a gyanútlanul közeledő lovag fejét. Ezután a lovagok rárontanak a nyúlra, de az ide-oda cikázva közöttük, több vitézt is megöl. Miután a megmaradt lovagok visszavonulnak, Artúr beveti az Antiochiai Szent Kézigránátot, amely megöli Caerbannog gyilkos nyulát.

## A nyúl barlangja
A filmben Caerbannog-barlangként megjelenő üreg a közép skóciai Perthshire körzetben Killin falu feletti hegyoldalban, attól négy kilométerre lévő elhagyott Tomnadashan bányában van, ahol egykor rezet és aranyat termeltek ki.
A nyulat a filmben egy valódi állat és egy bábu testesítette meg. Az élő nyúl tulajdonosát, egy nőt szomorúvá tette a rengeteg művér, amelyet a filmstáb locsolt el a jelenet forgatásakor, különösképpen, hogy nem lehetett lemosni az állatról. A nyúl ötletét egy dombormű adta, amely a párizsi Notre-Dame-székesegyház falán látható, és egy lovagot ábrázol, aki megfutamodik egy nyúl elől.

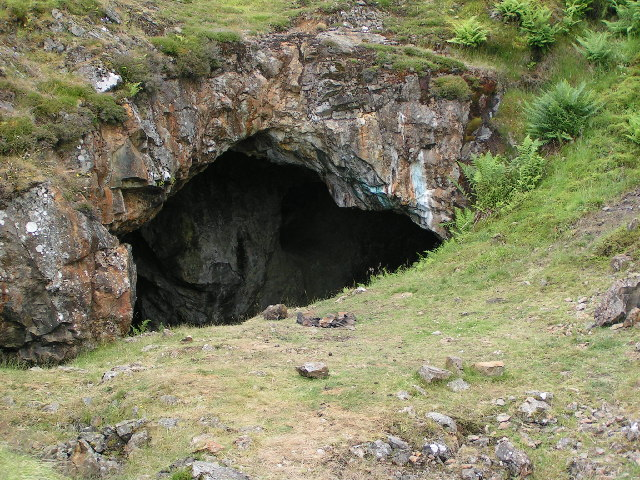
A jelenet színhelye 2005-ben
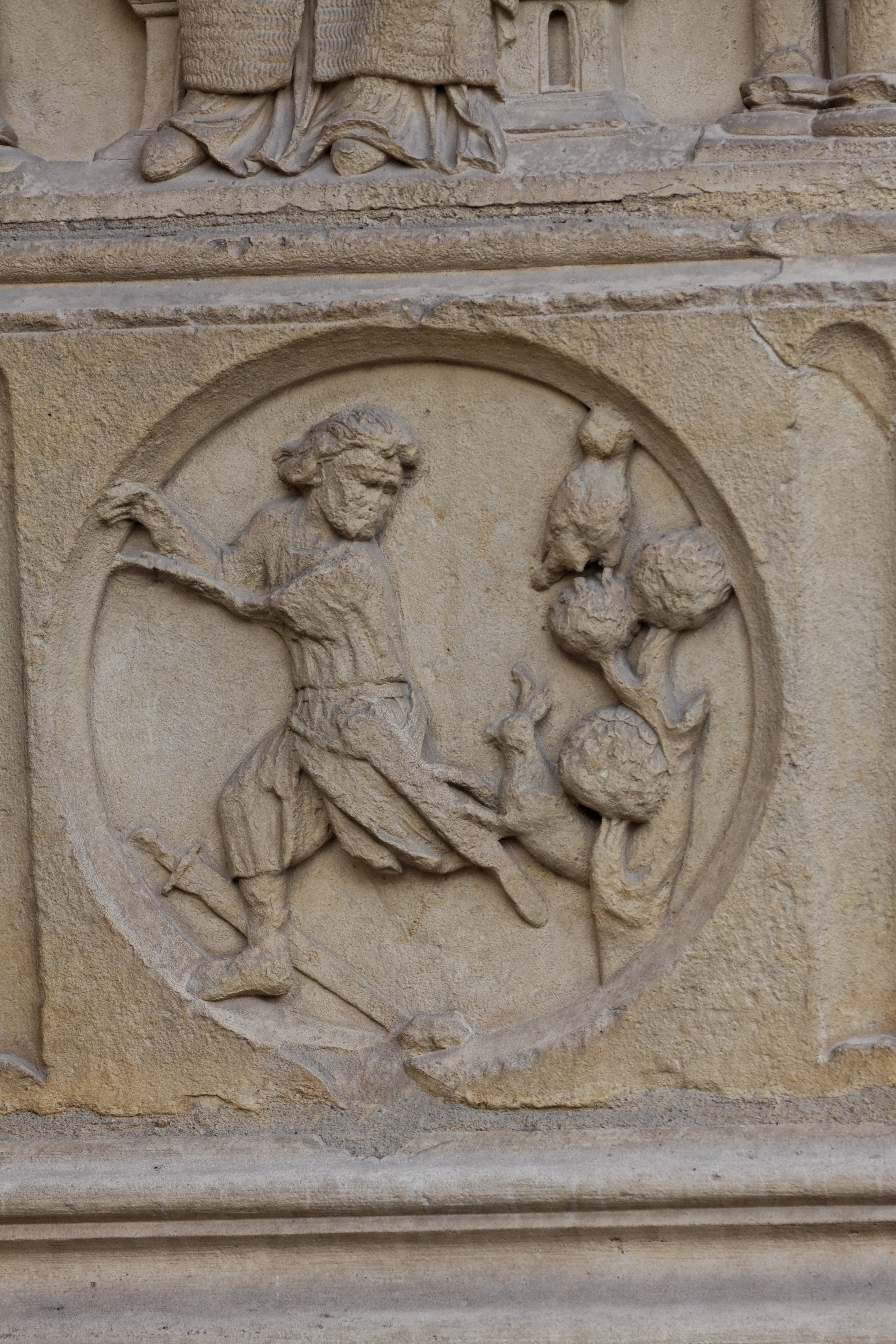
A Notre Dame-ban található ábrázolás

## Érdekességek
2002-ben Pesty László magyar dokumentumfilm készítő akkori műsorában, a Pesty Fekete Doboz-ban készített egy áldokumentumfilmet az ún. Vérnyúlról, amellyel az volt a célja, hogy megmutassa: a média segítségével egészen képtelen dolgokat is be lehet hitelesen mutatni. A vérnyúl történetét a Gyalog galopp c. angol film (1974) gyilkos nyula ihlette.

## Fordítás
- Ez a szócikk részben vagy egészben  a   Rabbit of Caerbannog című angol Wikipédia-szócikk ezen változatának fordításán alapul.  Az eredeti cikk szerkesztőit annak laptörténete sorolja fel. Ez a jelzés csupán a megfogalmazás eredetét és a szerzői jogokat jelzi, nem szolgál a cikkben szereplő információk forrásmegjelöléseként.